# Mbale
Mbale – miasto we wschodniej Ugandzie; stolica dystryktu Mbale. Liczy 91,8 tys. mieszkańców. Jest to główne miejskie, administracyjne i handlowe centrum dystryktu Mbale.
14 sierpnia 1992 roku w okolicach miasta miał miejsce upadek meteorytu Mbale w postaci deszczu meteorytów
W mieście rozwinął się przemysł włókienniczy oraz olejarski.